# Hemslavinnor
För andra betydelser, se Hemslavinnor (olika betydelser).
Hemslavinnor (dansk originaltitel: Den ny Husassistent) är en pjäs av Axel Frische och Christian Bogø från 1920.
Pjäsen uruppfördes på Sønderbro Teater i Köpenhamn 1 oktober 1920 med stockholmspremiär på Folkteatern i Stockholm 24 september 1921, där den spelades ett par säsonger i följd. Pjäsen blev snabbt en rekordframgång och framfördes i över 700 föreställningar i Stockholm och den därpå följande turnén i landsorten. Huvudrollen Kristiana i pjäsen spelades av Dagmar Ebbesen (över 500 föreställningar). Pjäsen har filmats tre gånger i Sverige (med Ebbensen i huvudrollen alla tre gångerna) men aldrig i hemlandet Danmark.